# Ной Вебстер
Ной Ве́бстер (англ. Noah Webster; 1758, Гартфорд — 28 травня 1843) — американський мовознавець, лексикограф, автор Американського словника англійської мови.

## Біографія
Народився 1758 року в Гартфорді, у родині фермера, освіту здобув у коледжі в Нью-Гавені.
Маючи 16 років від народження, уже бився волонтером за американську незалежність.
З 1781 року працював шкільним учителем у Нью-Гавені, штат Нью-Йорк, і видав підручник англійської мови («Grammatical institute of the English language», (1783-85), що мав величезний успіх і не втратив значення досі.
У 1784—1802 роках його філологічні заняття були частково перервані гарячою публіцистичною та політичною діяльністю. У цей час Вебстер випустив кілька брошур про американську конституцію, видавав кілька газет і журналів і був членом законодавчих зборів штату Коннектикут.
Популярність Вебстера за межами американського материка ґрунтується на його чудовому словнику англійської мови («Dictionary of the englisch language», перше видання 1828 року, друге доповнене 1841 року), над котрим він працював близько 20 років.
Найкраще видання його словника — Гудріча й Портера, 1888 рік.
Словник зафіксував безліч стандартів американської англійської мови й включав у себе близько 70 тисяч словникових статей. 1843 року, після смерті Вебстера, права на видання словника придбали брати Мерріам. З тих пір словник став випускатися заснованою ними компанією Мерріам-Вебстер (англ. Merriam-Webster) і зазнав два перевидання — 1934 і 1961 роках.

## Історія створення словника
Першою пробою Вебстера був шкільний словник, де було дано пояснення й правопис найуживаніших слів американської англійської мови. Словник вийшов у найдешевшому видавництві, на дешевому папері, а задня обкладинка була звичайною дощечкою, обтягнутою синьою матерією. Успіх був несподіваним і надзвичайним: словник миттю розібрали.
Книжка негайно отримала прізвисько «Blue-Backed Speller», буквально — «Синьозадий буквар». Американці навчалися по ньому з кінця XVIII до початку XX століття.
Гроші, виручені за «Blue-Backed Speller», дали Вебстерові змогу працювати над великим словником. Багатьом інтелектуалам його затія здавалася марною тратою часу, тому що лише за 25 років до цього в Англії поет і есеїст Семюель Джонсон створив свій тлумачний словник, який був визнаний справжнім витвором мистецтва.
Але Вебстер був лінгвістичним демократом і популістом. Він змінив правопис багатьох слів у бік спрощення — як чується, так і пишеться. Скажімо, у слові «music» англійці писали на кінці «ck», а Вебстер — тільки «c». У багатьох словах — «color» («колір»), «honor» («честь») — він замінив поєднання букв «ou» наприкінці слова простим «о». Він запровадив у словник багато просторікуватих слів, вважаючи, що якщо весь народ це слово вживає, значить воно має право увійти в мову. У зв'язку із цим Вебстера багато критикували за вульгаризацію мови.
У цей час Вебстер не тільки працював над словником, але й переконував усіх друкарів набирати книги за правописом його словника, щоб країна отримала єдину мову.
Поки він протягом 22 років працював над другою, головною редакцією словника, що містив 70 тисяч слів, усі його семеро дітей виросли. Вони також стали допомагати батькові в роботі. Щоб надрукувати словник, 1828 року Вебстерові довелося закласти будинок. До самої смерті у нього були серйозні фінансові проблеми.
Ной Вебстер також брав участь у заснуванні Емгерстського коледжу і є автором власного варіанту перекладу Біблії.
Помер Вебстер 28 травня 1843 року.